# Charles Dumas
Charles Everett Dumas (12. února 1937, Tulsa, Oklahoma, USA - 5. ledna 2004, Inglewood, Kalifornie) byl americký atlet, olympijský vítěz ve skoku do výšky.
Při americké kvalifikaci na olympiádu v Melbourne v roce 1956 vytvořil světový rekord ve skoku do výšky 215 cm. Na samotné olympiádě zvítězil v novém olympijském rekordu 212 cm. Byl mistrem USA ve skoku do výšky v letech 1955 až 1959. Startoval na olympiádě v Římě v roce 1960, zde skončil mezi výškaři šestý. Po skončení aktivní sportovní kariéry pracoval jako středoškolský učitel a trenér.